# Анна фон Грюневальдт
Анна Катаріна Александра фон Грюневальдт (нім. Anna Katharina Alexandra von Grünewaldt; 4 березня 1859, маєток Аффель, Естляндська губернія, Російська імперія — 30 травня 1913, на шляху з Берліна в Ейдткунен, Королівство Пруссія, Німецька імперія) — німецька вихователька.

## Біографія
Представниця знатного балтійського роду. Дочка Конрада Моріца Георга фон Грюневальдта (1825—1868), та його дружини Наталі, уродженої фон дер Пален-Астрау (1831—1900). У неї був старший брат і 2 молодші сестри — Августа Елізабет (16 квітня 1861, маєток Аффель), яка була настоятелькою монастиря знатних дам з 1909 року, і Катаріна, яка з 1908 по 1917 рік була настоятелькою інституту дияконис в Ревелі.
Анна виросла у маєтку своїх батьків в Естонії. З 1892 по 1910 рік — керівник Фонду імператриці Августи в Потсдамі. Спогади, які вона написала з прощальним словом до опікуваних фондом дітей 10 червня 1910 року, були опубліковані в 1914 році Бетсі та Катаріною фон Грюневальдт.

## Нагороди
- Хрест «За заслуги» для жінок та дівчат